# 失控減壓
失控減壓（Uncontrolled decompression），簡稱失壓，是指在密閉系統（例如飛機客艙）中氣壓無預期的降低，並且通常是因為人為錯誤、金屬疲勞、工程缺陷或是撞擊，導致壓力容器洩壓至比其周遭環境低壓或無法再加壓。
如此的減壓可分類為「爆炸性」、「快速」與「慢速」:
- 爆炸性減壓（Explosive decompression，縮寫ED）非常劇烈，減壓過程快而不能使氣體安全的從肺臟排出。
- 快速減壓（Rapid decompression）仍然很快速，但是速度夠慢而能使肺臟洩氣。
- 慢速 或 平緩減壓（gradual decompression）發生得極為緩慢，以至於可能在缺氧前都不會被查覺到。

## 描述
專有名詞失控減壓在此處是指有人在內的加壓機、船遭受無預期的減壓。舉例來說，一個位在高海拔的加壓客艙、一個太空載具或是高壓艙（hyperbaric chamber）。對於其他盛裝瓦斯、液體或化學試劑之加壓容器的災難性疏失來說，名詞「爆炸」是相當普遍使用的，而其他的特殊名詞像是BLEVE則是形容特定情況。
減壓會因為加壓容器的結構缺陷或者是系統本身的加壓失敗而造成。 減壓的速度與劇烈程度是受到加壓容器的大小、容器內外的壓力差距以及破洞的大小影響。
美國聯邦航空總署認定了三種有所區別的航空器減壓狀況類別：
- 爆炸性減壓
- 快速減壓
- 平緩減壓

### 爆炸性減壓
爆炸性減壓發生的速度比氣體從肺部排出還快，通常少於0.1至0.5秒。 如此狀況對於肺臟的傷害風險非常的高，同時未安全束縛的物體會因為爆炸的力量而變成拋體物，如同炸彈爆炸般的危險。
在航空器遭受爆炸性減壓後，機內會因為相對濕度的急速改變讓氣體降溫和冷凝而出現濃重的霧。戴氧氣面罩的軍事飛行員得進行施壓呼吸才能讓肺部持續正常的換氣。

### 快速減壓
快速減壓通常會經歷0.1至0.5秒，讓肺臟比客艙更快速的減壓。肺部傷害的風險仍然存在，但與爆炸性減壓相比明顯的減低。

### 平緩減壓
緩慢或漸進的減壓速度極慢以至於可能無法被人察覺到因此需要依靠儀器偵測。這種型式的減壓可能會在飛機爬升時的加壓失敗中發生。2005年的太陽神航空522號班機空難事件就是一個例子，當時飛行員沒有查覺到飛機是否自動加壓並且也沒來得及對飛機失壓做出反應，最終因缺氧失去意識（與大部分的組員和乘客一樣）。

## 壓力容器的密閉和測試
高壓容器的密封封條也容易受到爆炸性減壓的影響;用來密封加壓管路的O形環或橡膠襯墊會充滿高壓的氣體。如果容器內的壓力迅速外洩則橡膠密封封條內的氣體就會劇烈的膨脹，導致起泡或是材料的爆炸。由於這個原因，軍事和工業上的設備普遍上會進行爆炸性減壓的測試以做安全認證。

## 迷思

### 人體暴露在真空下會爆炸
這個都市傳說是基於無法分辨兩種減壓狀況：第一個，是從正常壓力（1大氣壓）環境到真空（0大氣壓）環境；第二個，是從異常高壓（數倍大氣壓）環境到正常壓力環境。
對於第一種，從1大氣壓到真空的急速改變比較常見。太空探索和高海拔航空中的研究和實驗顯示，當直接暴露在太空的極端環境時會造成膨脹，而皮膚會因為富有彈力而足以抵擋1大氣壓的降低，儘管在數秒之後缺氧會造成失去意識。如果強行憋氣的話可能會對肺部造成氣壓性損傷(肺泡破裂)。
第二種較少見，在正常情況下只會發生在水肺潛水。事實上，只有發生過一個完整記錄的事件：1983年北海的Byford Dolphin事件，當時一個突如其來從9大氣壓降至1大氣壓的災難性減壓造成了大規模和致命的氣壓性損傷，包括一位潛水員真實的爆炸。與詹姆斯龐德的系列電影殺人執照中的科幻性死亡相似，電影中一位角色的頭在潛水室中因為快速減壓而爆炸。而上述狀況在1大氣壓正常環境降至真空環境的情況中是不可能發生的。

### 子彈會造成爆炸性減壓
飛機機身有翼肋結構來預防撕裂;破洞的大小是決定減壓速度的原因之一，而子彈孔太小而不至於造成爆炸性或快速減壓。

### 一個小洞就會讓人被吸出機身
電視節目《流言終結者》非正式的用一架加壓的飛機對這種情況進行了數種規模的測試。《流言終結者》的實驗結果認為客艙的設計不會讓這種狀況發生。
1988年的阿羅哈航空243號班機事故中，該架飛機客艙頂部（約18乘以25呎）有一大片結構破裂分離，導致空服員克拉拉貝爾·蘭辛（C.B. Lansing）被吹走；事後報告陳述了她是被從破洞「掃出艙體」而非「吸出艙體」。2005年第三季的加拿大紀錄片節目為243航班拍攝的《空中浩劫》記錄了：飛機的「撕裂線」結構應該要能防止大規模的機體破裂。由機上乘客的目擊（包括其中一個陳述：空服員的雙腿從機頂消失）、包含了NTSB相片的法庭證據和應力計算， 專家們推斷該空服員最初是被破洞吸住：這個狀況導致了10大氣壓力的受阻，因此進一步造成了更大的材質疲勞。 工程師檢視了裂縫，認為一個侵入可能是由於氣流撞擊在蘭辛的身上所造成。

## 減壓傷害
以下的物理傷害會跟減壓事故有關:

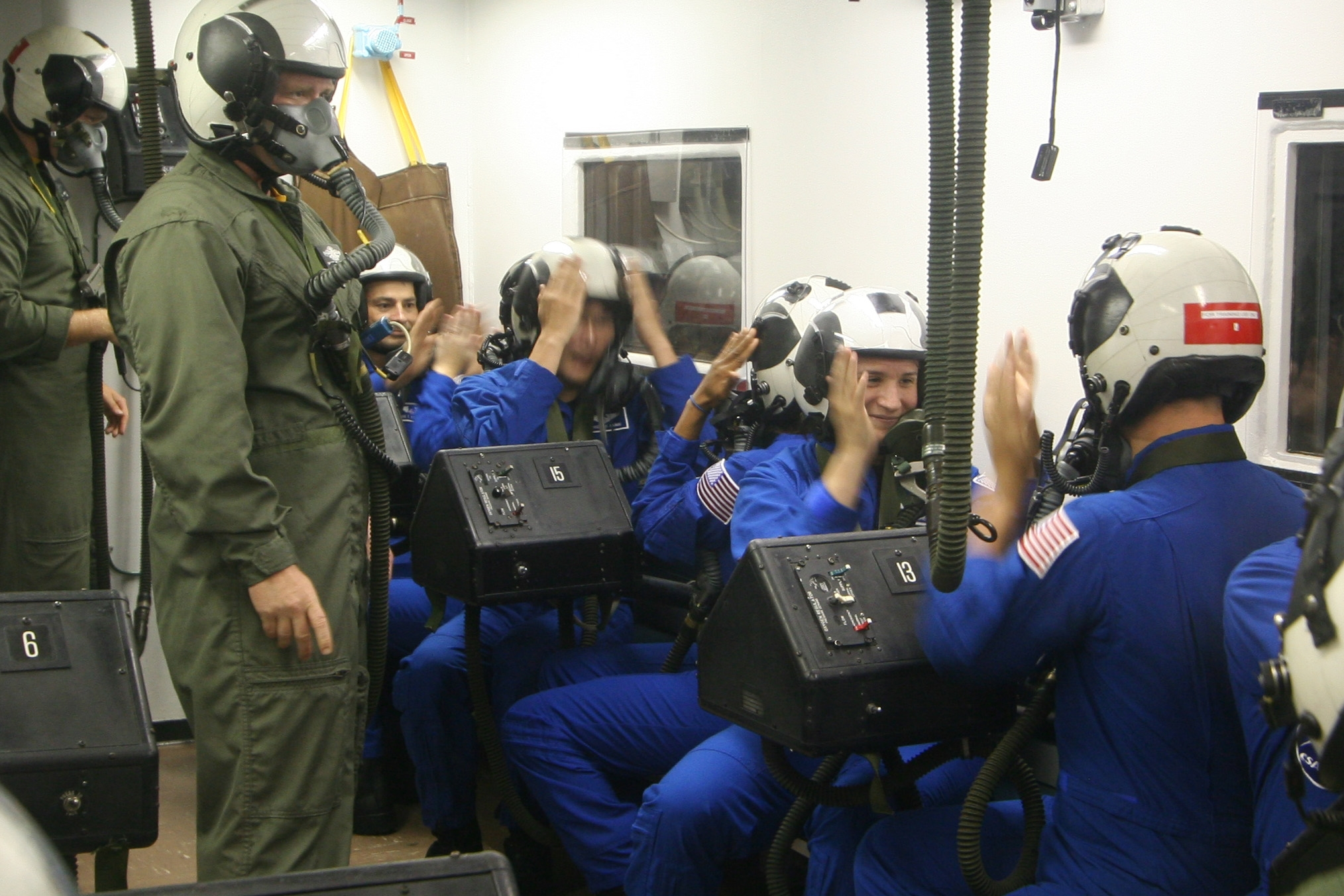
NASA 候選太空人在高空艙訓練過程中接受低氧症跡象監測

- 缺氧是減壓所面臨最嚴重的風險，特別是因為可能不會被查覺到或者是會使機組員失去應變能力。[11][12][13][14]
- 氣壓性損傷（Barotrauma）：一個無法有效平衡體內像是中耳或消化系統壓力的情況，或者是更嚴重的傷害像是氣胸。[11]
- 減壓症[11][12][15][16]
- 創傷因爆炸性減壓造成，會將人或是未被安全束縛的物體拋起。
- 高山症
- 因暴露在高海拔冷空氣中而造成的凍傷或低體溫症

## 國際標準
降壓暴露評分（DEI）是一個FAA用來實行與減壓有關的設計指示承諾的物理量模組。該模組是依據暴露在某壓力下的物體以及該暴露時間這兩個在減壓事故中最重要的變數。
其他爆炸性減壓測試的美國國內和國際的標準包括:
- MIL-STD（英语：MIL-STD）-810, 202
- RTCA/DO-160（英语：DO-160）
- NORSOK M710
- API 17K 和 17J
- NACE TM0192 和 TM0297
- TOTALELFFINA SP TCS 142 Appendix H

## 著名的減壓意外和事件
減壓事件對於軍事和民用飛機來說是普遍的，每年全球大約發生40至50起的事故。造成減壓的大部分原因是相對可以由飛行組員所控制的。 因此乘客和飛機不會遭受任何不良影響，減壓事件由此不被認為是值得注意的。  所以因減壓事件而受到傷害是很少見的。
減壓事件不會只發生在航空載具上—Byford Dolphin事故就是發生在鑽油平台上的一個爆炸性減壓的例子。減壓事故是一個因其他問題所造成的結果（像是爆炸或空中相撞），但減壓事故會惡化最初的問題。
| 事件                                      | 日期 | 加壓船艦                    | 事件類型 | 死亡數目/船艦上總人數 | 減壓類型                | 肇因                                                                                   |
| ----------------------------------------- | ---- | --------------------------- | -------- | --------------------- | ----------------------- | -------------------------------------------------------------------------------------- |
| 英國海外航空781號班機                     | 1954 | 哈維蘭彗星型                | 意外     | 35/35                 | 爆炸性減壓              | 金屬疲勞                                                                               |
| 南非航空201號班機                         | 1954 | 哈維蘭彗星型                | 意外     | 21/21                 | 爆炸性減壓              | 金屬疲勞                                                                               |
| 環球航空2號班機                           | 1956 | 洛歇L-1049超級星座式        | 意外     | 70/70                 | 爆炸性減壓              | 空中相撞                                                                               |
| 1961年尤巴城B-52戰機墜毀事件              | 1961 | B-52同溫層堡壘轟炸機        | 意外     | 0/8                   | 慢速或快速減壓          | (未確定)                                                                               |
| Volsk parachute jump accident             | 1962 | 壓力裝                      | 意外     | 1/1                   | 快速減壓                | 從氣球跳下時與吊籃碰撞                                                                 |
| Strato Jump III                           | 1966 | 壓力裝                      | 意外     | 1/1                   | 快速減壓                | 壓力裝失效                                                                             |
| 阿波羅計劃太空衣測試事故                  | 1966 | 阿波羅A7L太空衣             | 意外     | 0/1                   | 快速減壓                | 氧氣管線連接器故障                                                                     |
| 联盟11号                                  | 1971 | 联盟号宇宙飞船              | 意外     | 3/3                   | 快速減壓                | 壓力平衡閥因煙火分離充電故障而受損                                                     |
| 英國歐洲航空706號班機                     | 1971 | 維克斯-阿姆斯特朗Vanguard型 | 意外     | 63/63                 | 爆炸性減壓              | 後端壁破損導致尾翼脫落                                                                 |
| 溫莎事件（美國航空96號班機）              | 1972 | 麥道DC-10                   | 意外     | 0/67                  | 快速減壓                | 貨艙門未上鎖導致在空中開啓                                                             |
| 美國國家航空27號班機                      | 1973 | 麥道DC-10                   | 意外     | 1/116                 | 爆炸性減壓              | 引擎故障造成的碎片擊中機身                                                             |
| 土耳其航空981號班機                       | 1974 | 麥道DC-10                   | 意外     | 346/346               | 爆炸性減壓              | 貨艙門未上鎖導致在空中開啓                                                             |
| 嬰兒空運行動事故                          | 1975 | C-5A運輸機                  | 意外     | 155/330               | 爆炸性減壓              | 維修失誤造成貨艙門在空中開啓                                                           |
| 英國航空476號班機                         | 1976 | 霍克薛利三叉戟3B型          | 意外     | 63/63                 | 爆炸性減壓              | 空中相撞                                                                               |
| 大韓航空902號班機                         | 1978 | 波音707                     | 被擊落   | 2/109                 | 爆炸性減壓              | 誤闖蘇聯領空後被蘇聯軍機擊中                                                           |
| 沙特阿拉伯航空航空162號班機事故           | 1980 | 洛歇L-1011                  | 意外     | 2/292                 | 爆炸性減壓              | 輪胎爆裂導致的碎片擊中機身                                                             |
| 遠東航空103號班機                         | 1981 | 波音737                     | 意外     | 110/110               | 爆炸性減壓              | 機身金屬疲勞及腐蝕導致空中解體                                                         |
| 英國航空9號班機                           | 1982 | 波音747                     | 意外     | 0/263                 | 慢速减压                | 飞入火山灰云导致引擎全部熄火，机舱缓慢减压（引擎重启后恢复增压）                       |
| Byford Dolphin accident                   | 1983 | Diving bell                 | 意外     | 5/6                   | 爆炸性減壓              | 人爲錯誤，缺乏失效安全設計                                                             |
| 大韓航空007號班機                         | 1983 | 波音747                     | 被擊落   | 269/269               | 快速減壓                | 誤闖蘇聯領空後被蘇聯軍機擊中                                                           |
| 日本航空123號班機                         | 1985 | 波音747                     | 意外     | 520/524               | 爆炸性減壓              | 對後端壁破損的不當修理導致垂直尾翼脫落                                                 |
| 印度航空182號班機                         | 1985 | 波音747                     | 恐怖攻擊 | 329/329               | 爆炸性減壓              | 炸彈爆炸導致客機解體                                                                   |
| 1985年皇家約旦航空Alia號事故              | 1985 | 洛歇L-1011                  | 意外     | 0/?                   | 快速減壓                | 火警導致客艙後端壁破損                                                                 |
| LOT波蘭航空5055號班機                     | 1987 | 伊留申-62M                  | 意外     | 183/183               | 快速減壓                | 引擎起火導致飛機解體                                                                   |
| 阿羅哈航空243號班機                       | 1988 | 波音737                     | 意外     | 1/95                  | 爆炸性減壓              | 金屬疲勞導致飛機外殼破損                                                               |
| 伊朗航空655號班機                         | 1988 | 空中巴士A300                | 被擊落   | 290/290               | 爆炸性減壓              | 被美軍擊落                                                                             |
| 洛克比空難（泛美航空103號班機）           | 1988 | 波音747                     | 恐怖攻擊 | 259/259               | 爆炸性減壓              | 貨艙炸彈爆炸導致飛機解體                                                               |
| 聯合航空811號班機                         | 1989 | 波音747                     | 意外     | 9/355                 | 爆炸性減壓              | 貨艙門鎖設計不當引致艙門在空中打開                                                     |
| 法國聯合航空772號班機                     | 1989 | 麥道DC-10                   | 恐怖攻擊 | 170/170               | 爆炸性減壓              | 炸彈爆炸引致飛機解體                                                                   |
| 英國航空5390號班機                        | 1990 | 英國航太BAC 1-11            | 意外     | 0/87                  | 快速減壓                | 飛機駕駛室擋風玻璃因安裝不當致在壓力下脫落                                             |
| 環球航空800號班機                         | 1996 | 波音747                     | 意外     | 230/230               | 爆炸性減壓              | 飛機油箱爆炸導致解體                                                                   |
| Progress M-34 docking test                | 1997 | Spektr space station module | 意外     | 0/3                   | 快速減壓                | 在軌道中碰撞                                                                           |
| Lionair 602號班機                         | 1998 | 安托諾夫An-24RV             | 被擊落   | 55/55                 | 快速減壓                | 被便攜式防空導彈擊落                                                                   |
| 1999年南達科塔州里爾35型事故              | 1999 | 里爾35                      | 意外     | 6/6                   | 慢速或快速減壓          | (未確定)                                                                               |
| 澳大利亞「鬼航班」                        | 2000 | Beechcraft Super King Air   | 意外     | 8/8                   | Decompression suspected | (未確定)                                                                               |
| 中美軍機碰撞事件（81194事件、海南島事件） | 2001 | EP-3偵察機                  | 意外     | 0/24                  | 快速減壓                | 空中相撞                                                                               |
| 巴西天馬航空9755號班機                    | 2001 | 福克100                     | 意外     | 1/82                  | 快速減壓                | 引擎故障造成的碎片擊中機身                                                             |
| 中華航空611號班機                         | 2002 | 波音747                     | 意外     | 225/225               | 爆炸性減壓              | 維修失當造成機尾金屬疲勞並脫落                                                         |
| 巴什克利安航空2937號班機                  | 2002 | 圖-154M                     | 意外     | 69/69                 | 爆炸性減壓              | 空中相撞                                                                               |
| 太阳神航空522号班机空难                   | 2005 | 波音737-31S                 | 意外     | 121/121               | 慢速減壓                | 飛機工程師做完機艙加壓測試後，忘記把加壓掣從「手動模式」變回「自動模式」，導致高空失壓 |
| 阿拉斯加航空536號班機                     | 2005 | 麥道MD-80                   | 事故     | 0/142                 | 快速減壓                | 操作員失誤，行李裝載車在登機口發生碰撞                                                 |
| 澳洲航空30號班機事故                      | 2008 | 波音747-438                 | 事故     | 0/365                 | 快速減壓                | 氧氣樽爆炸導致機身受損                                                                 |
| 西南航空2294號班機事故                    | 2009 | 波音737                     | 事故     | 0/131                 | 快速減壓                | 金屬疲勞                                                                               |
| 西南航空812号班机事故                     | 2011 | 波音737-300                 | 事故     | 0/123                 | 快速減壓                | 金屬疲勞                                                                               |
| 四川航空8633号班机事故                    | 2018 | 空中巴士A319                | 事故     | 0/119                 | 快速減壓                | 风挡导线破损产生高温电弧损坏风挡玻璃。                                                 |

## 外部連結
- Human Exposure to Vacuum
- Will an astronaut explode if he takes off his helmet?（页面存档备份，存于）